# سامسونگ ام۸۸۰۰
سامسونگ ام۸۸۰۰ یک‌نمونه از گوشی‌های تلفن همراه سری M شرکت سامسونگ می باشد که توسط همین شرکت به بازار عرضه شده‌است.